# Bénéteau
Beneteau — французский производитель парусных и моторных лодок. Штаб-квартира расположена в Сен-Жиль-Круа-де-Ви (регион Пеи-де-ла-Луар), производственные мощности находятся во Франции и США. Является вторым крупнейшим в мире производителем рекреационных плавсредств после американской Brunswick Boat Group.

## История

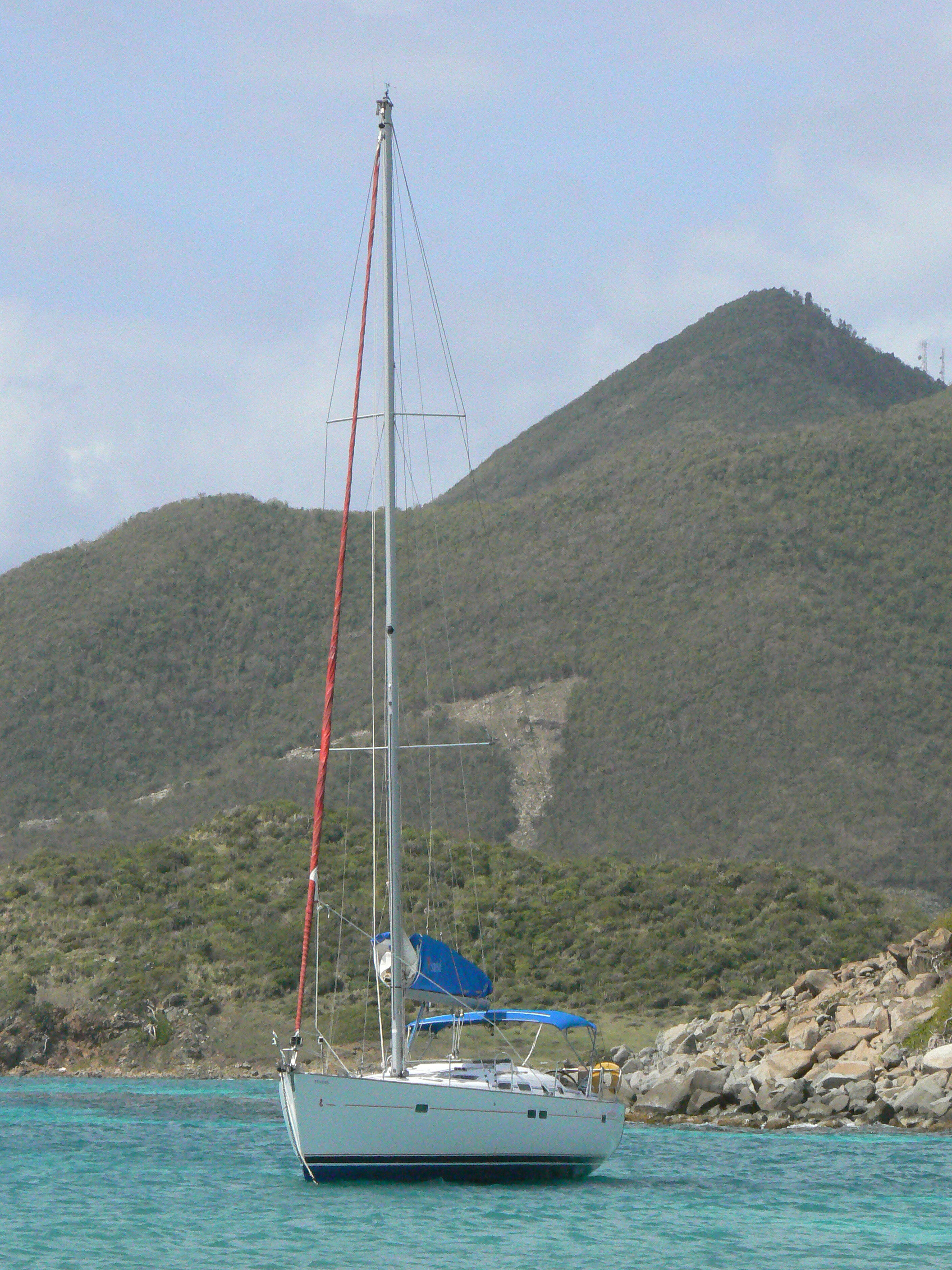

Бенжамен Бенето (Benjamin Bénéteau) основал в 1884 году верфь по изготовлению рыбацких лодок в городке Круа-де-Ви на берегу Бискайского залива. В 1912 году предприятие начало выпуск моторных рыбацких лодок. В течение первой половины XX века Beneteau оставалось небольшим семейным предприятием, в начале 1960-х годов в нём работало 17 человек, включая Андре Бенето (сына основателя, возглавлявшего компанию с 1928 года) и его пятерых детей.
В 1964 году компанию возглавили Андре и Анетт Бенето, внуки основателя. Под их руководством компания расширила деятельность в прогулочные лодки из стеклопластика. В 1973 году компания выпустила свою первую парусно-моторную яхту Evasion 32. Также в этот период начала производство лодок для парусного спорта. Первое время проектированием лодок занимался Андре Бенето, но с 1976 года компания начала привлекать наёмных специалистов.
В 1984 году компания стала публичной, разместив свои акции на Парижской фондовой бирже, но семья Бенето сохранила за собой контрольный пакет акций. В 1986 году была открыта новая современная верфь в Сен-Жиль-Круа-де-Ви. В том же году была открыта верфь в городке Мэрион (Южная Каролина, США). В 1992 году была куплена верфь на острове Нуармутье, а также компания Construction Navale Bordeaux (CNB), производитель алюминиевых яхт и служебных катеров. В 1995 году было создано подразделение переносных домов, которые продавались под брендом O’Hara Houses. В декабре 1995 года был куплен примерно равный по размеру конкурент, Jeanneau SA. Это приобретение сделало Bénéteau крупнейшим в мире производителем яхт. Покупка включала две дочерние компании: Lagoon (катамараны) и Microcar (малолитражные автомобили). В 2001 году было куплено 57 % акций польского производителя моторных лодок Ostrada. В 2003 году в Объединённых Арабских Эмиратах было создано совместное предприятие Duboats с местной Bin Zayed Group. В 2020 году верфь в Мэрионе была закрыта. В мае 2024 года было продано подразделение переносных домов (его приобрела компания Trigano).

## Деятельность
Компания производит парусные и моторные лодки (под брендами Bénéteau, Jeanneau и Prestige), яхты (CNB, Prestige Yachts и Monte Carlo Yachts), катамараны (Lagoon), рыбацкие лодки (Bénéteau Pêche). Также изготавливала переносные дома под брендами O’Hara и IRM.
Выручка за 2023 год составила 1,47 млрд евро, её распределение по регионам: Франция — 16 %, остальная Европа — 41 %, Северная Америка — 31 %, Азия — 4 %, другие регионы — 8 %.
Ежегодно со стапелей верфей «Бенето» во Франции, Польше, США спускают более 4000 новых лодок и яхт различных размеров и классов, большинство из них — моторные. Они продаются почти в 40 странах. Известные парусные серии: традиционные скоростные First (выпускаются с 1970-х годов), круизные яхты Oceanis и Cyclades, спортивные Figaro. Моторные серии: быстроходные катера Flyer, яхты Monte Carlo, круизные Antares и Swift Trawler.